# طوني سكوت (لاعب كرة قاعدة)
طوني سكوت (بالإنجليزية: Tony Scott)‏ هو لاعب كرة قاعدة أمريكي، ولد في 18 سبتمبر 1951 في سينسيناتي في الولايات المتحدة.

## وصلات خارجية
- طوني سكوت على موقع دوري كرة القاعدة الرئيسي (الإنجليزية)
- طوني سكوت على موقعبيزبول رفرنس.كوم (الدوري الرئيسي) (الإنجليزية)
- طوني سكوت على موقعبيزبول رفرنس.كوم (الدوري الثانوي) (الإنجليزية)
- طوني سكوت على موقع مشجعي الرسوم البيانية (الإنجليزية)